# Deszczowa piosenka

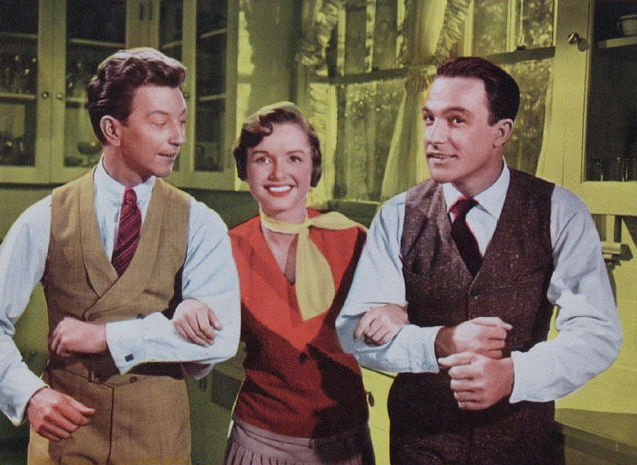
Donald O’Connor, Debbie Reynolds i Gene Kelly na materiale promocyjnym filmu

Deszczowa piosenka – amerykański film muzyczny z 1952 roku w reżyserii Stanleya Donena i Gene’a Kelly’ego. W rolach głównych wystąpili: Gene Kelly, Donald O’Connor, Debbie Reynolds i Jean Hagen. Musical przedstawia beztroski obraz Hollywoodu późnych lat 20., którego gwiazdy zmagają się z przejściem z kina niemego na kino dźwiękowe.
Film w momencie premiery stał się dużym przebojem. O’Connor za rolę w filmie zdobył Złoty Glob dla najlepszego aktora w filmie komediowym lub musicalu, scenarzyści Betty Comden i Adolph Green otrzymali nagrodę Amerykańskiej Gildii Scenarzystów, z kolei Jean Hagen była nominowana do Oscara za najlepszą żeńską rolę drugoplanową. Od tamtego czasu współcześni krytycy przyznali mu status legendy i jest często uważany za najlepszy musical nakręcony w Metro-Goldwyn-Mayer, a także za najlepszy filmowy musical, jaki kiedykolwiek powstał. W 2007 roku znalazł się na szczycie listy 25 najlepszych musicali wszech czasów ogłoszonej przez Amerykański Instytut Filmowy, z kolei na liście 100 najlepszych amerykańskich filmów wszech czasów zajmuje 5. miejsce.
W 1989 Deszczowa piosenka została jednym z pierwszych 25 filmów wybranych przez Bibliotekę Kongresu do listy National Film Registry jako „znaczących kulturowo, historycznie lub estetycznie”. W 2005 roku Brytyjski Instytut Filmowy umieścił go na liście 50 filmów, które można zobaczyć w wieku 14 lat. W 2008 roku magazyn Empire uznał go za ósmy najlepszy film wszech czasów. Na liście 50 najlepszych filmów wszech czasów brytyjskiego czasopisma Sight & Sound w 2012 roku, Deszczowa piosenka zajęła 20. miejsce.

## Fabuła
Akcja filmu rozgrywa się w 1927 roku. Don Lockwood, który karierę zaczynał jako tancerz i kaskader, jest popularną gwiazdą kina niemego. Z trudem toleruje swoją ekranową partnerkę – próżną, przebiegłą, zepsutą i niezbyt inteligentną Linę Lamont, mimo że ich wytwórnia Monumental Pictures, chcąc zwiększyć ich popularność, obsadza ich przeważnie w rolach kochanków. Lina wierzy, że ona i Don są w sobie zakochani, podczas gdy on nic do niej nie czuje.
Na premierze ich najnowszej wspólnej produkcji, Królewskiego łotra, Don opowiada zebranemu tłumowi fanów o swoim życiu i drodze do kariery przebytej wspólnie z przyjacielem Cosmem Brownem, jednak w wersji sprzecznej z pokazywanymi na ekranie retrospekcjami. W trakcie mowy wygłasza swe motto: „Godność, zawsze godność”. Uciekając po premierze przed tłumem fanów, wskakuje do przejeżdżającego samochodu prowadzonego przez Kathy Selden. Ta zgadza się go podwieźć na przyjęcie zorganizowane z okazji premiery filmu, jednak w drodze na miejsce określa się aktorką sceniczną i szydzi z osiągnięć Dona jako gwiazdy filmowej.
Na przyjęciu szef wytwórni, R.F. Simpson, pokazuje zebranym gościom krótką demonstrację „mówiącego obrazu”, ale jego goście nie są pod wrażeniem. Ku rozbawieniu Dona, Kathy wyskakuje z wielkiego tortu tuż przed nim, ujawniając się jako jedna z tancerek. Poirytowana zaczepkami Dona rzuca w niego ciastem, przypadkowo trafiając w Linę i ucieka. Oczarowany dziewczyną Don szuka Kathy tygodniami, podczas gdy Cosmo próbuje go pocieszyć. Podczas kręcenia romantycznej sceny zazdrosna Lina ujawnia, że jej skarga na obrzucenie ciastem jest przyczyną utraty pracy przez Kathy. Cosmo w końcu znajduje ją na planie jednej z produkcji Monumental Pictures. Kathy godzi się z Donem, po czym ten śpiewa jej miłosną piosenkę, a ona wyznaje, że przez cały czas była jego fanką.
Po tym jak pierwszy film dźwiękowy, Śpiewak jazzbandu od konkurencyjnego studia Warner Bros., staje się przebojem, Simpson stwierdza, że przed filmami niemymi nie ma już przyszłości. Decyduje się przerobić powstającą niemą produkcję z udziałem Dona i Liny, Walecznego kawalera, na dźwiękową. Prace na planie przeplatane są sporymi problemami, takimi jak chrapliwy głos Liny czy jej brooklyński akcent. Bezskuteczne okazują się być lekcje u nauczycielki dykcji, z którymi dużo lepiej okazuje radzić sobie Don. Testowy pokaz Walecznego kawalera staje się katastrofą; aktorzy są ledwo słyszalni przez złe rozmieszczenie mikrofonów, przy szyderczym rozbawieniu publiczności Don powtarza Linie wiersz „Kocham Cię” w kółko, z kolei synchronizacja dźwięku psuje się w środku filmu, co powoduje zabawne skutki, np. gdy Lina zostaje zaatakowana przez łotra – jej usta wykrzykują głębokim głosem złoczyńcy „Tak! Tak! Tak!”, z kolei podczas gdy złoczyńca kiwając głową wykrzykuje piskliwym sopranem Liny „Nie! Nie! Nie!”.
Następnie Don, Kathy i Cosmo wpadają na pomysł przekształcenia Walecznego kawalera w musical o nazwie Taneczny kawaler z nowoczesną muzyką i tłem fabularnym. Cała trójka jest jednak zniechęcona, gdy zdają sobie sprawę, że okropny głos Liny nadal stanowi przeszkodę. Mimo to Cosmo, zainspirowany błędem technicznym z prapremiery Walecznego kawalera, wpada na pomysł, by został on zsynchronizowany z głosem Kathy. Po wysłuchaniu pomysłu Simpson zgadza się, jednak mówi Donowi i Cosmo, by nie informowali Liny o tych zamiarach. Ta poznaje jednak prawdę, po czym rozwścieczona wdziera się na sesję nagraniową i odkrywa, że Don i Kathy są w sobie zakochani i planują się pobrać, z kolei Simpson zamierza umieścić nazwisko Selden na liście płac. Lina grozi szefowi wytwórni pozwem, chyba że upewni się, iż nikt nigdy nie usłyszy o Kathy oraz będzie podkładała jej głos w filmach przez resztę kariery. Simpson niechętnie zgadza się ze względu na klauzulę w kontrakcie Liny, która nakłada na studio odpowiedzialność za wizerunek w mediach.
Premiera Tańczącego kawalera okazuje się spektakularnym sukcesem. Kiedy publiczność domaga się, by Lina zaśpiewała na żywo, Don, Cosmo i Simpson proszą Kathy, by śpiewała ukryta za kurtyną za ruszającą ustami Linę. W trakcie, gdy Lina „śpiewa” Deszczową piosenkę wszyscy trzej mężczyźni odsłaniają kurtynę i ujawniają fałszerstwo. Pokonana Lina ucieka w upokorzeniu. Kiedy Kathy chce zrobić podobnie, Don z dumą oświadcza zebranej publiczności, że to ona jest „prawdziwą gwiazdą” filmu i to jej głos tak zaczarował publiczność. Później Kathy i Don całują się przed billboardem do swojego nowego filmu, Deszczowej piosenki.

## Obsada
- Gene Kelly jako Don Lockwood, uwielbiana przez prasę gwiazda kina niemego.
- Debbie Reynolds jako Kathy Selden, tancerka, która stara się zostać wielką gwiazdą filmową. W trakcie zdjęć do filmu Reynolds miała jedynie 19 lat[4].
- Donald O’Connor jako Cosmo Brown, wieloletni przyjaciel Dona i jego wodewilowy partner, który zostaje szefem działu muzycznego w Monumental Pictures.
- Jean Hagen jako Lina Lamont, kapryśna gwiazda filmowa i partnerka filmowa Dona o nieprzyjemnym głosie. Hagen czytając kwestie na przesłuchaniu nawiązała do stylu gry Judy Holliday z filmu Urodzeni wczoraj (1950). W efekcie otrzymała rolę w musicalu[5].
- Millard Mitchell jako R.F. Simpson, szef Monumental Pictures. Inicjały tej postaci są nawiązaniem do producenta Arthura Freeda. Podobnie jak powiedzenie, „że nie całkiem potrafi sobie tego zwizualizować i musi wpierw zobaczyć to na filmie”[6].
- Cyd Charisse jako długonoga kobieta w zielonej sukni i włosami w stylu Louise Brooks, która uwodzi Dona w sekwencji „Broadway Melody”
- Douglas Fowley jako Roscoe Dexter, reżyser filmów z udziałem Dona i Liny.
- Rita Moreno jako Zelda Zanders, „Zip-Girl” i przyjaciółka Liny. Na stan obecny, Moreno jest ostatnią żyjącą członkinią obsady filmu.

## Produkcja

### Scenariusz
Arthur Freed, szef „Freed Unit” zajmującego w MGM produkcją wystawnych i efektownych musicali, wpadł na pomysł zrobienia filmu zawierającego jego wczesne piosenki, napisane wspólnie z Nacio Herbem Brownem. Zadzwonił z Nowego Jorku do Betty Comden i Adolpha Greena z propozycją napisania scenariusza zawierającego te utwory. Comden i Green początkowo odmówili, ponieważ ich nowy kontrakt z MGM wymagał od duetu pisania tekstów do wszystkich piosenek z wyjątkiem partytur autorstwa Irvinga Berlina, Cole’a Portera lub Rodgersa i Hammersteina. Dwa tygodnie później, ich nowy agent, Irving „Swifty” Lazar wytłumaczył, że klauzula była w całości wymysłem ich poprzedniego agenta i że nie ma takiego sformułowania w umowie. Po przyjęciu tego do wiadomości, Comden i Green rozpoczęli pracę nad fabułą i scenariuszem.

Ponieważ wiele piosenek zostało pierwotnie napisanych w czasach, gdy nieme filmy ustępowały miejsca dźwiękowym, a musicale zyskiwały popularność wśród widzów, Comden i Green wpadli na pomysł, aby akcja rozgrywała się właśnie w tym oto przejściowym okresie dla Hollywood, epoce z którą to byli wcześniej dobrze zaznajomieni. Kiedy jako ewentualną gwiazdę produkcji wymieniano Howarda Keela, próbowali napisać historię o byłej gwieździe westernów, która powraca do kina jako śpiewający kowboj. Wciąż jednak bardziej się skłaniali ku opowieści o ekranowym bohaterze romansów, którego kariera przetrwała dzięki jego zdolnościom tanecznym i wokalnym. Uznano, że to historia, do której bardziej pasuje Gene Kelly. 

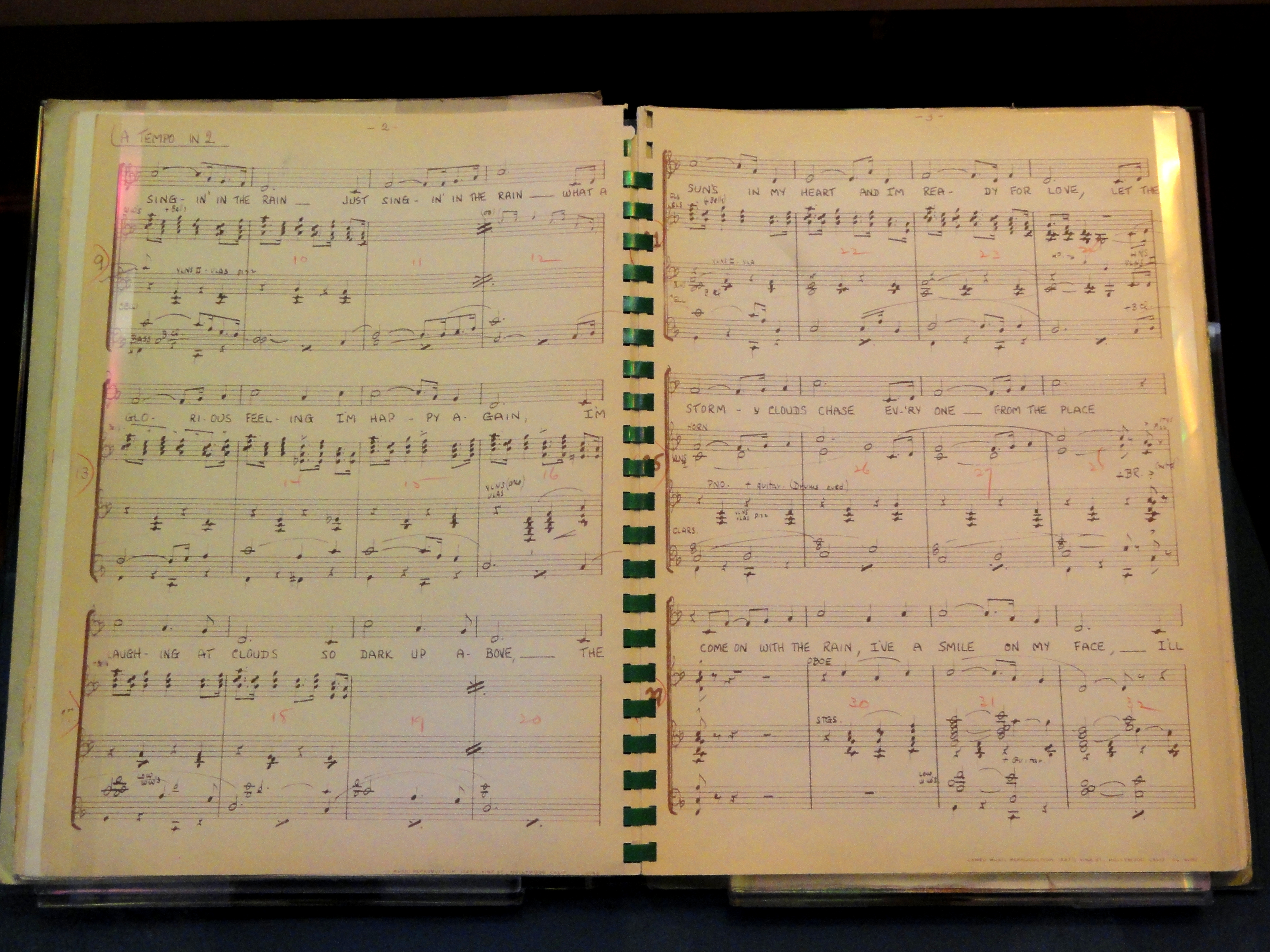
Oryginalna partytura dyrygenta do filmu

Do Kelly’ego nie można było jednak zwrócić się ze scenariuszem, ponieważ był wówczas pochłonięty realizacją Amerykanina w Paryżu (1951), w którym nie tylko grał główną rolę, ale był także współautorem choreografii wraz ze Stanleyem Donenem. Comden i Green kontynuowali pracę nad scenariuszem. Mieli opracowane trzy wersje sceny otwierającej film – premierę filmu niemego, wywiad z gwiazdą dla magazynu oraz sekwencja, w której gwiazda poznaje dziewczynę, by ją następnie szybko stracić. Niezdecydowani, którą opcję wykorzystać, byli gotów zrezygnować z awansu w MGM i przyznać się do porażki, kiedy to przybyły z Nowego Jorku mąż Betty Comden zasugerował, by połączyć wszystkie trzy otwarcia w jedno. Scenariusz z przepisanym wstępem został zatwierdzony przez Freeda i szefa produkcji MGM Dore’a Schary, który niedawno zastąpił na tym stanowisku Louisa B. Mayera.
W tym czasie zdjęcia do Amerykanina w Paryżu zostały ukończone i Freed zasugerował, by przekazać scenariusz Kelly’emu do przeczytania. Kelly i Donen zareagowali na niego entuzjastycznie, po czym natychmiastowo zabrali się do jego przepisywania i dostosowywania. Byli oni z Comden i Greenem starymi przyjaciółmi, dzięki czemu cały proces przebiegał bezproblemowo. Do piosenek Freeda i Browna, Comden i Green postanowili dodać swój tekst do piosenki „Moses Supposes”, do którego muzykę napisał Roger Edens. Krótko przed okresem zdjęciowym, piosenkę „The Wedding of the Painted Doll”, która przez Comden i Greena została „wciśnięta na siłę jako piosenka rozweselająca”, zastąpiono „Make ’Em Laugh”, które wykazywało spore podobieństwo do piosenki Cole’a Portera „Be a Clown”.
Po tym jak Comden i Greena powrócili do Nowego Jorku, aby pracować nad kolejnymi projektami, otrzymali wiadomość, że potrzebna jest nowa piosenka do sekwencji miłosnej z udziałem Kelly’ego i Debbie Reynolds. Oryginał był mieszanką pieśni i tańca, rozgrywającą się na tle różnych planów zdjęciowych w studio. Poproszono jednak duet o napisanie romantycznej piosenki do sceny na pustej hali zdjęciowej, która potrzebna była natychmiast. Comden i Green napisali zatem tekst do „You Are My Lucky Star” i wysłali ją do Hollywood.

#### Zmiany w scenariuszu
- We wczesnym szkicu scenariusza numer muzyczny „Singin’ in the Rain” miał być śpiewany przez Reynolds, O’Connora i Kelly’ego, w trakcie opuszczania restauracji po nieudanym pokazie filmu The Dueling Cavalier, aby uczcić ideę zmiany filmu w musical[12].
- Sekwencja, w której Kelly śpiewa Reynolds „You Were Meant For Me” na pustej hali zdjęciowej nie została uwzględniona we wcześniejszym szkicu. W pierwotnej wersji miał on śpiewać składankę innych piosenek w trakcie zabawy na przypadkowych planach filmowych[13].
- Rita Moreno miała śpiewać główną partię w „I’ve Got a Feelin’ You’re Foolin'” wraz ze statystkami, ale ostatecznie numer ten skończył jako część sekwencji montażowej „Beautiful Girl” bez jej udziału[14].
- Aby dostosować film do uzyskania bardziej przyjaznej rodzinom kategorii „G”, Production Code Administration naciskało na mniej skąpy ubiór kobiet oraz mniej obraźliwe dialogi.

#### Sceny usunięte w montażu
- Gene Kelly zaśpiewał powtórkę „All I Do Is Dream Of You” po scenie przyjęcia w domu R.F. Simpsona, w której to ścigał Debbie Reynolds. Piosenka kończąca się w sypialni Kelly’ego została wycięta z ostatecznej wersji po dwóch zapowiedziach, a materiał filmowy zaginął[15].
- Solowe wykonanie Reynolds piosenki „You Are My Lucky Star” (do billboardu przedstawiającego Lockwooda) zostało usunięte po pierwszych pokazach. Wykonanie przetrwało i znajduje się na oryginalnej ścieżce dźwiękowej i wydaniu DVD filmu[16].
- Przy scenie uwodzicielskiego tańca w sekwencji „Broadway Melody Ballet” z Kellym i Cyd Charisse, recenzenci zarówno z Production Code, jak i z Legionu Przyzwoitości Kościoła Katolickiego sprzeciwili się krótkiej sugestywnej pozie oraz niektórym ruchom między tancerzami. Chociaż dokładna dokumentacja opisująca konkretne uwagi nie zachowała się, to można zaobserwować pod koniec sceny nagłe cięcie w momencie, gdy Charisse owija się wokół Kelly’ego wskazując prawdopodobne miejsce ingerencji[17].

### Inne informacje

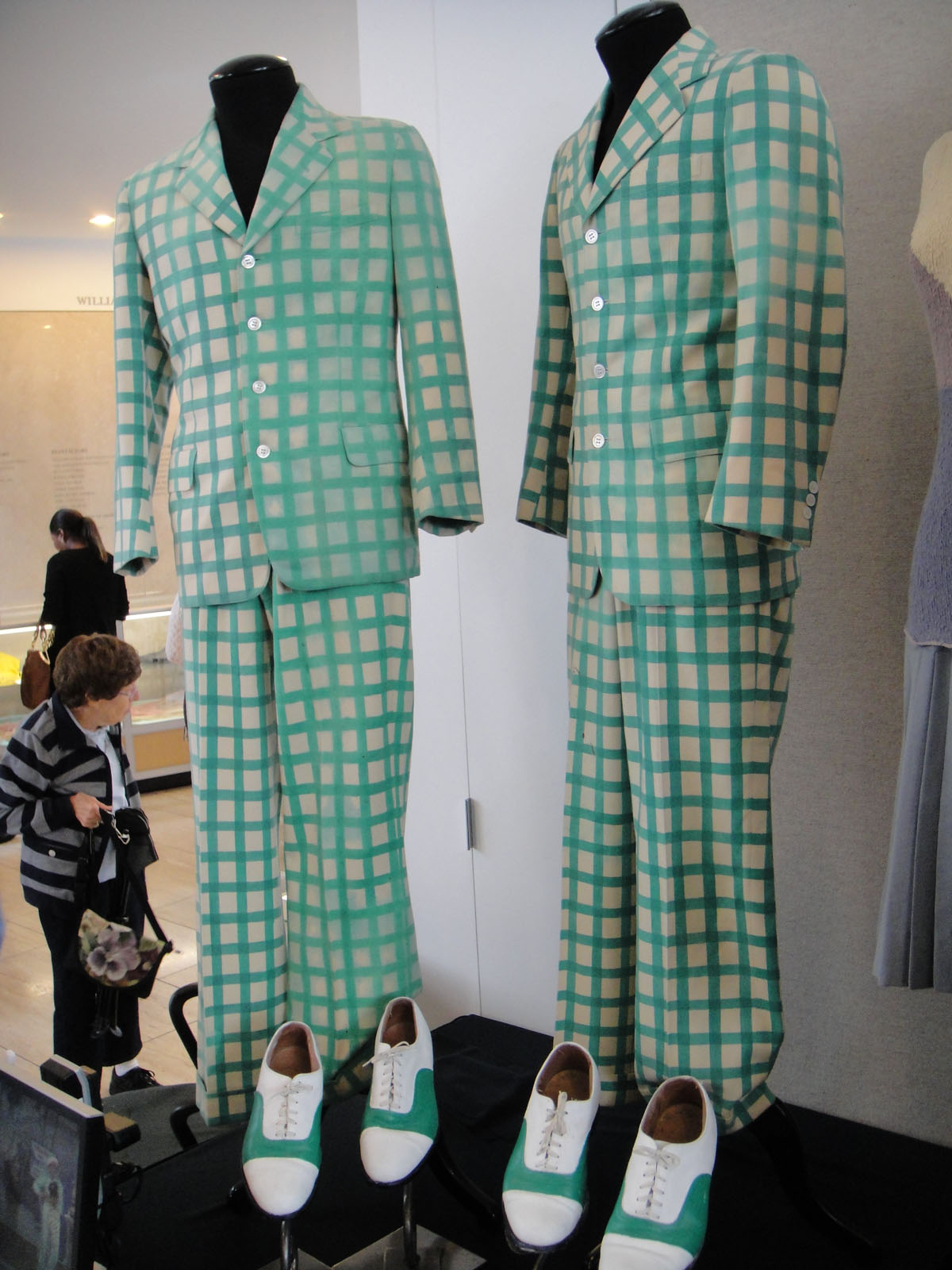
Kostiumy z filmu

Dwie z piosenek śpiewanych przez Debbie Reynolds zostały w rzeczywistości zaśpiewane przez Betty Noyes. Podobnie w scenie, gdy Kathy w trakcie nagrań wygłasza kwestie za poruszającą ustami Linę Lamont. Mówiony dialog w tej scenie został faktycznie wypowiedziany przez Jean Hagen. Donen tłumaczył później, że środkowo-zachodni akcent Reynolds został uznany za gorszy od naturalnego głosu Hagen do tej sceny.
Powszechnym mitem jest to, że Kelly’emu udało się wykonać całą piosenkę za pierwszym razem, dzięki kamerom umieszczonym w określonych miejscach. Tak jednak nie było; kręcenie sekwencji zajęło od dwóch do trzech dni. Innym mitem jest to, że woda została zmieszana z mlekiem, aby krople deszczu lepiej były widoczne na ekranie. Pożądany efekt wizualny został osiągnięty, choć z trudem, dzięki odpowiedniemu podświetleniu.
Debbie Reynolds w trakcie zdjęć nie była tancerką; posiadała jedynie doświadczenie gimnastyczne. Fred Astaire zaoferował jej pomoc przy sekwencjach tanecznych. Po nakręceniu sekwencji „Good Morning”, jej stopy krwawiły. Wiele lat później przyznała: „Deszczowa piosenka i poród to dwie najtrudniejsze rzeczy jakie spotkały mnie w życiu.”
Większość kostiumów z tego filmu została ostatecznie nabyta przez Debbie Reynolds i przechowywana w jej ogromnej kolekcji oryginalnych kostiumów filmowych, scenografii i rekwizytów. Wiele z tych przedmiotów zostało sprzedanych na aukcji w Hollywood w 2011 roku. Podczas gdy większość przedmiotów została sprzedana prywatnym kolekcjonerom, garnitur i buty w zieloną kratę noszone przez Donalda O’Connora w numerze muzycznym „Fit As a Fiddle” kupiła firma Costume World, Inc. Są one na stałe wystawione w Costume World Broadway Collection Museum w Pompano Beach na Florydzie.

## Piosenki
Autorami piosenek do Deszczowej piosenki byli Freed i Nacio Herb Brown, które powstały w ramach katalogu piosenek używanego na rzecz musicali MGM nakręconych w latach 1929–1939. Scenarzyści Comden i Green napisali do filmu tylko jedną piosenkę – „Moses Supposes” z muzyką Rogera Edensa, z kolei Freed i Brown specjalnie do filmu napisali jeszcze utwór „Make ’Em Laugh”. Niektóre piosenki, jak „Broadway Rythm”, „Should I?” czy przede wszystkim tytułowe „Singin’ In the Rain” pojawiały się wcześniej w wielu produkcjach. Obok wymienionych niżej piosenek podane są pierwsze ich wystąpienia.
- „Fit as a Fiddle (And Ready for Love)”, pierwotnie opublikowana w 1932 z muzyką Ala Hoffmana i Ala Goodharta.
- „Temptation” (jedynie sama instrumentacja) pojawiło się po raz pierwszy w filmie Going Hollywood (1933).
- „All I Do Is Dream of You” pochodzi z filmu Sadie McKee (1934). Aranżacja piosenki w Deszczowej piosence jest bardziej przyspieszona, optymistyczna i z pełną instrumentacją względem Sadie McKee, która z kolei posiada wolniejsze tempo i przewija się przez cały film jako miłosna ballada wykonywana solowo na ukulele. Wersja instrumentalna, wykonywana przez pełną orkiestrę pojawia się z kolei na jego napisach początkowych i końcowych. Wersja grana na pianinie przez Chico Marxa występuje w komedii Noc w operze (1935).
- „Singin’ in the Rain” debiutuje w Hollywood Revue (1929), jednak to wykonanie Kelly’ego uważane jest obecnie za ikoniczne.
- „Make ’Em Laugh” uważane jest za oryginalną piosenkę, jednak jest łudząco podobna do „Be a Clown” Cole’a Portera z innego musicalu wyprodukowanego przez Freeda, Pirat (1948).
- Sekwencja montażowa „Beautiful Girl” zawiera utwory „I’ve Got a Feelin’ You’re Foolin'” z Broadway Melody of 1936 (1935), „The Wedding of the Painted Doll” z Melodii Broadwayu (1929), „Should I?” z Lord Byron of Broadway (1930) oraz „Beautiful Girl” ze Stage Mother (1933).
- „You Were Meant for Me” także pochodzi z Melodii Broadwayu.
- „You Are My Lucky Star” także pojawiło się po raz pierwszy w Broadway Melody of 1936.
- „Moses Supposes” bazuje na wersji znanego w języku angielskim łamańca językowego z 1944.
- „Good Morning” z Babes in Arms (1939)
- „Would You?” z San Francisco (1936)
- „Broadway Melody” jest kompozycją utworów z Melodii Broadwayu i Broadway Melody of 1936. Broadway Ballet jest z kolei autorstwa Narcio Herba Browna.

## Premiera
Oficjalna premiera filmu odbyła 27 marca 1952 roku w Miami. Został wznowiony w amerykańskich kinach w 1975 roku.
W Polsce Deszczowa piosenka zadebiutowała w kwietniu 1961 roku i była dystrybuowana z krótkometrażowym dokumentem Reportaż prosto z patelni Jerzego Hoffmana i Edwarda Skórzewskiego.

## Przyjęcie filmu
Według dokumentacji MGM, w pierwszych dniach premiery kinowej film zarobił 3 263 000 dolarów w Stanach Zjednoczonych i Kanadzie oraz 2 367 000 dolarów na arenie międzynarodowej, przynosząc studiu zysk w wysokości 666 000 dolarów. Był to 10. najbardziej kasowy film 1952 roku w tych krajach.

### Odbiór krytyków
Bosley Crowther w The New York Times napisał: „Hojne połączenie muzyki, tańca, kolorowego spektaklu i szalonej obfitości Gene’a Kelly’ego, Jean Hagen i Donalda O’Connora na ekranie, wszystkie elementy tego tęczowego programu są starannie dopracowane i gwarantują, że wyprą smutek zimy i wprowadzą Cię w wesoły nastrój.” Pozytywnie film odebrany został także w Variety: „Arthur Freed wyprodukował kolejne niezawodne dzieło dla Metro, Deszczową piosenkę. Musical ma tempo, humor i dobry nastrój w ciepłej i dobrodusznej parodii samego przemysłu filmowego. Wyjątkowe występy Gene’a Kelly’ego i Donalda O’Connora, zwłaszcza tego drugiego, wzmacniają atrakcyjność filmu.” Harrison’s Reports nazwało dzieło „rozrywką na najwyższym poziomie w każdym dziale – muzyce, tańcu, śpiewie, inscenizacji i opowiadaniu”. Richard L. Coe z The Washington Post określił film „kolejnym ciepłym i zabawnym musicalem” w filmografii Gene’a Kelly’ego, dodając: „Wśród obsady nie ma niewypału, od lekkiego występu Kelly’ego po krótką, acz elektryczną Cyd Charisse, idealną partnerkę dla niego.”
Pauline Kael, długoletnia krytyczka filmowa The New Yorkera, powiedziała o filmie: „Ta żywiołowa i złośliwa satyra na Hollywood z końca lat 20. jest prawdopodobnie najprzyjemniejszym z musicali filmowych – prawie najlepszym hollywoodzkim musicalem wszech czasów.” Roger Ebert umieścił Deszczową piosenkę na osobistej liście wielkich filmów nazywając film „niedoścignionym doświadczeniem, którego każdy kto kocha filmy nie może pozwolić sobie przegapić”.
W agregatorze Rotten Tomatoes, film zyskał maksymalny wynik 100% na podstawie 64 recenzji i średniej 9.3/10. W serwisie Metacritic film ma średnią ważoną ocenę 99 na 100, opartą na 17 krytykach, co określ go jako „powszechnie uznany”. Na obydwu stronach obraz zajmuje miejsce na listach najlepiej ocenianych filmów – 46. na Rotten Tomatoes i na 9. na Metacriticu.
Deszczowa piosenka sklasyfikowana została jako jeden z dziesięciu najlepszych filmów o miłości przez serwis AZN Entertainment.

### Podziw w branży filmowej
Betty Comden i Adolph Green przyznali, że kiedy spotkali François Truffauta na przyjęciu w Paryżu, Truffaut był bardzo podekscytowany spotkaniem z autorami Chantons sous la pluie (francuski tytuł filmu). Wyznał im, że widział ten film tak wiele razy, że zna go klatka po klatce. Dodał też, że wraz ze swoim kolegą Alainem Resnais chodzili oglądać ten musical regularnie w małym paryskim kinie, gdzie czasami był wyświetlany przez miesiące.